# عنبية طوربية
وَكِب المناقع أو قِمَام المَناقِع (بالإنجليزية: bog bilberry أو bog blueberry)‏ هو نوع نبات نفضي من الفصيلة الخلنجية، له ثمار زرقاء سوداوية داكنة، وهو أصيل المناطق الباردة من أمريكا الشمالية وأوروبا وآسيا. يعيش في المناقع الغابية.